# Сен-Мартен-де-Бланьи
Сен-Марте́н-де-Бланьи́ (фр. Saint-Martin-de-Blagny) — коммуна во Франции, находится в регионе Нижняя Нормандия. Департамент коммуны — Кальвадос. Входит в состав кантона Бальруа. Округ коммуны — Байё.
Код INSEE коммуны — 14622.

## Население
Население коммуны на 2010 год составляло 126 человек.
| 1962 | 1968 | 1975 | 1982 | 1990 | 1999 | 2010 |
| ---- | ---- | ---- | ---- | ---- | ---- | ---- |
| 214  | 219  | 145  | 139  | 124  | 122  | 126  |

## Экономика
В 2010 году среди 90 человек трудоспособного возраста (15—64 лет) 59 были экономически активными, 31 — неактивными (показатель активности — 65,6 %, в 1999 году было 70,6 %). Из 59 активных жителей работали 53 человека (31 мужчина и 22 женщины), безработных было 6 (2 мужчин и 4 женщины). Среди 31 неактивных 10 человек были учениками или студентами, 13 — пенсионерами, 8 были неактивными по другим причинам.